# Charles Davillier

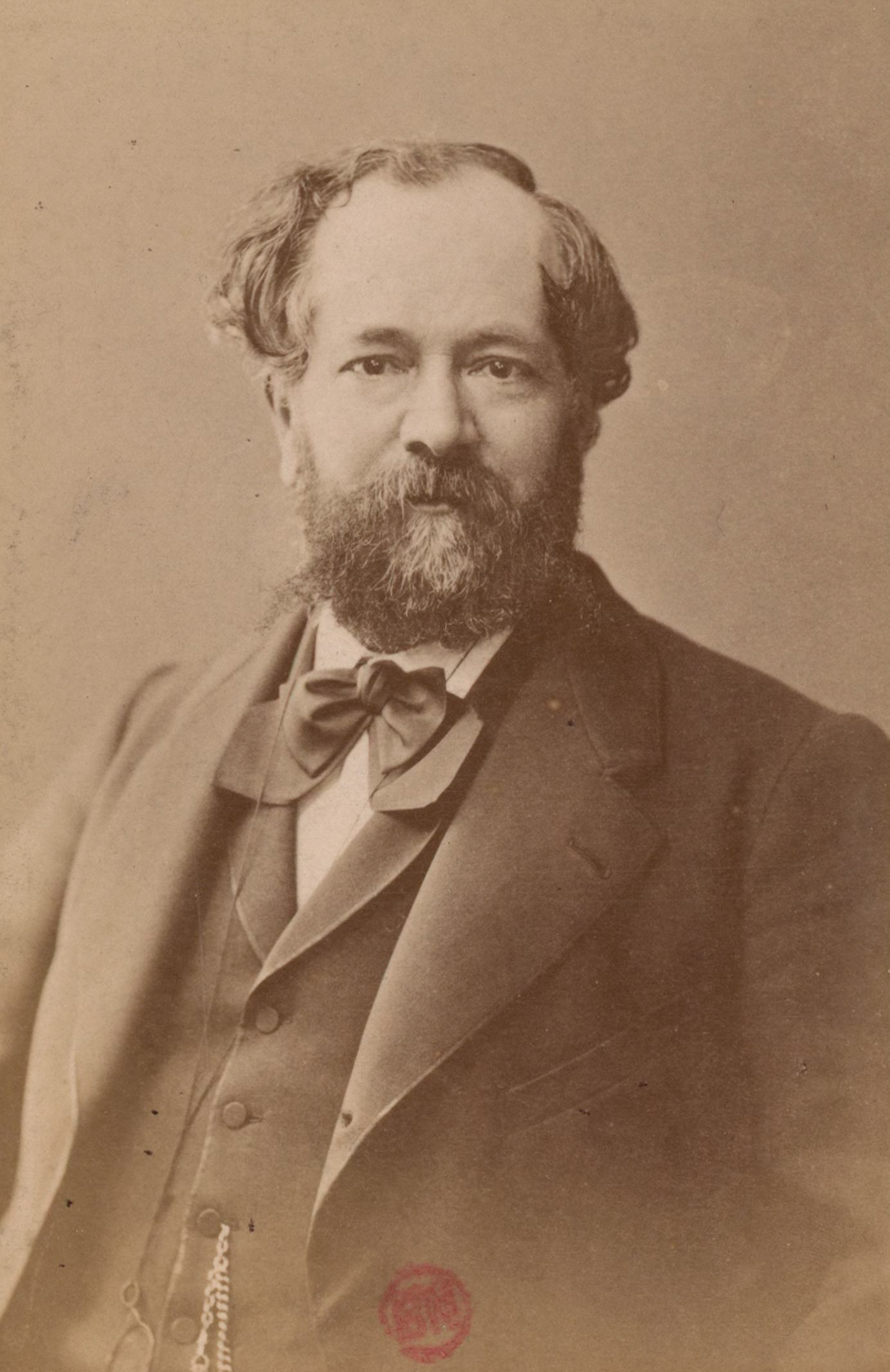

El baró Jean-Charles Davillier (Rouen, França, 17 de març de 1823 - París, 1 de març de 1883), sovint referenciat com Charles Davillier, va ser un notable col·leccionista, escriptor i hispanista.

## Biografia
Tercer baró Davillier, era net del banquer Jean-Charles Joachim Davillier, primer baró que fou qui construí la fortuna familiar. Ja de ben jove se li va despertar el gust d'antiquari, recorrent les vores del Sena a la cerca de bibelots i medalles. Durant un temps va treballar amb un oncle seu i això el va portar a visitar diversos països i aprendre'n les llengües. El 1865 es va casar i, un temps després, el matrimoni es va instal·lar al carrer Pigalle de París. És en aquesta casa on, cada dilluns, organitzava reunions amb personatges interessats en el món antic, com ara José María de Heredia, el baró Adolph Carl von Rothschild, Johann Strauss o els pintors Gustave Doré, Marià Fortuny i els cunyats d'aquest, Raimundo i Ricardo Madrazo.

## Obra literària
La seva obra més coneguda és Viatge per Espanya (Voyage en Espagne), cèlebre per les il·lustracions que hi va fer Gustave Doré i que representen la part la més important de l'obra tauromàquica d'aquest. Es va publicar el 1875 i era el resultat d'un viatge que van fer tots dos amb la intenció de conèixer millor el país i acabar fent un versió il·lustrada del Quixot. El llibre ja havia anat apareixent per entregues entre 1862 i 1873 en la revista de viatges Le Tour du Monde.
De resultes del seu bon coneixement de la ceràmica espanyola, afició que compartia amb Fortuny, és Histoire des Faïences hispano-moresques a reflés metalliques, publicada a París el 1861.